# شرم إيفانز
شرم إيفانز () هي خليج صغير في خليج تيرا نوفا في أرض فيكتوريا، تم رسمها لأول مرة من قبل بعثة نمرو، 1907-1909، وربما أطلقها إرنست شاكلتون على اسم النقيب فريدريك برايس إيفانز، قائد السفينة كونيا.